# Spudaeus brevis
Spudaeus brevis là một loài tò vò trong họ Ichneumonidae.